# 达文波特 (纽约州)
达文波特（英語：Davenport）是位于美国纽约州特拉华县的一个镇，地处特拉华县东北部。2010年美国人口普查时，该镇有2965人。达文波特镇建于1817年，其名称源于该镇第一任镇长约翰（John Davenport）。